# Дойчо Чолаков
Дойчо Илиев Чолаков е български инженер и политик от БКП.

## Биография
Роден е на 28 юни 1918 г. в Панагюрище. Завършва гимназия в Пловдив, а след това Минно-геоложкия институт в София. Участва в съпротивителното движение по време на Втората световна война.
Народен представител в VI ВНС. Бил е генерален директор на ДСО „Нефт и газ“, заместник генерален директор на ДСО „Геоложки проучвания“ и заместник министър на тежката промишленост и енергетиката. Дълги години е председател на Държавната комисия по запасите на полезните изкопаеми при Министерски съвет. Ръководи геоложките проучвания на медното находище в Медет, впоследствие има основни заслуги за утвърждаване на разработката на находището „Асарел“. Носител е на най-високи държавни звания. От 1966 до 1976 г. е кандидат-член на ЦК на БКП.
Умира на 4 октомври 1988 г. в София.